# Iglesia de San Saturnino (Baiasca)
La iglesia de Sant Serni de Baiasca se encuentra en la comarca catalana del Pallars Sobirá, en la entidad de población de Baiasca perteneciente al municipio de Llavorsí de la provincia de Lérida.

## El edificio
La iglesia de estilo románico está datada de finales del siglo XI o principios del XII, ha estado muy transformada a lo largo de los años, lo más singular de su estructura es el ábside dividido en dos niveles, hecho no muy corriente en el románico catalán, en su parte exterior se aprecia perfectamente la partición por medio de un friso con arcuaciones entre lesenas de las mismas características que el de la parte superior junto al tejado. También presenta este ábside dos pequeñas ventanas.
En el interior se encontraba un retablo barroco que cubría el ábside, al ser retirado se descubrieron restos de unas pinturas murales que se conservan in situ. Estas pinturas están presididas en su centro por un Pantocrátor dentro de una mandorla, que sostiene un libro en la mano izquierda mientras que sus pies descansan sobre un semicírculo que simboliza la Tierra. Hay una franja decorada y bajo ella se representa los apóstoles, algunas inscripciones recogen nombres que aún se pueden leer, como san Juan, san Pablo y san Bartolomé. Todos tienen la cabeza con una aureola y en la policromía empleada resaltan los colores rojos, azul y blanco. Se han datado las pinturas hacia la mitad del siglo XII y relacionados con el taller del maestro de Pedret.

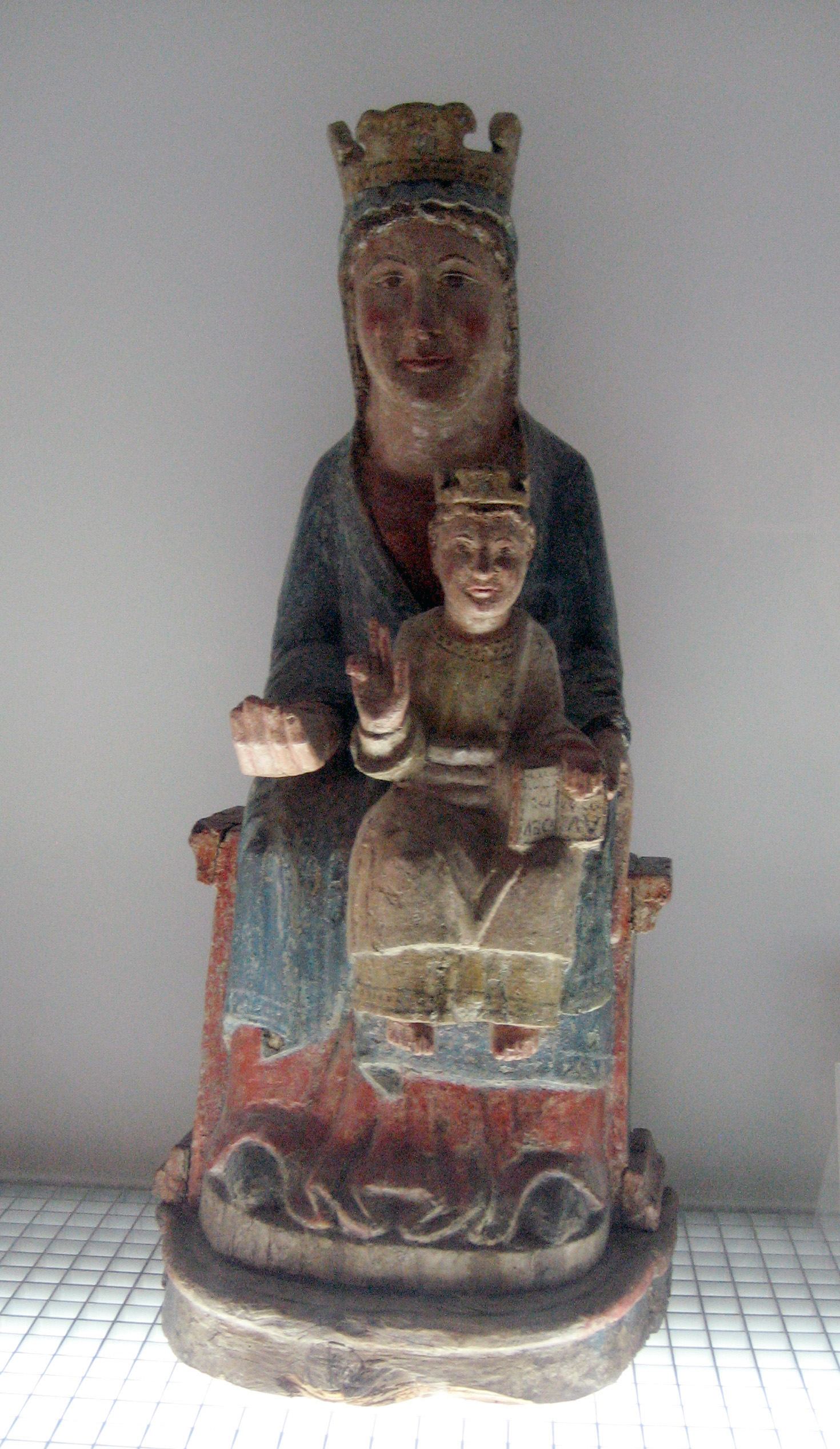
Virgen de Baiasca, de la iglesia de Sant Serni, conservada en el Museo Diocesano de Urgel.

## Museo Diocesano de Urgel
En el museo Diocesano de Urgel se conserva procedente de esta iglesia una talla de una Virgen con Niño en madera policromada, tiene al Niño en posición central y colocado un poco hacia la izquierda de la falda. La datación de la talla se ha realizado hacia el siglo XIII.